# Moto-cabine

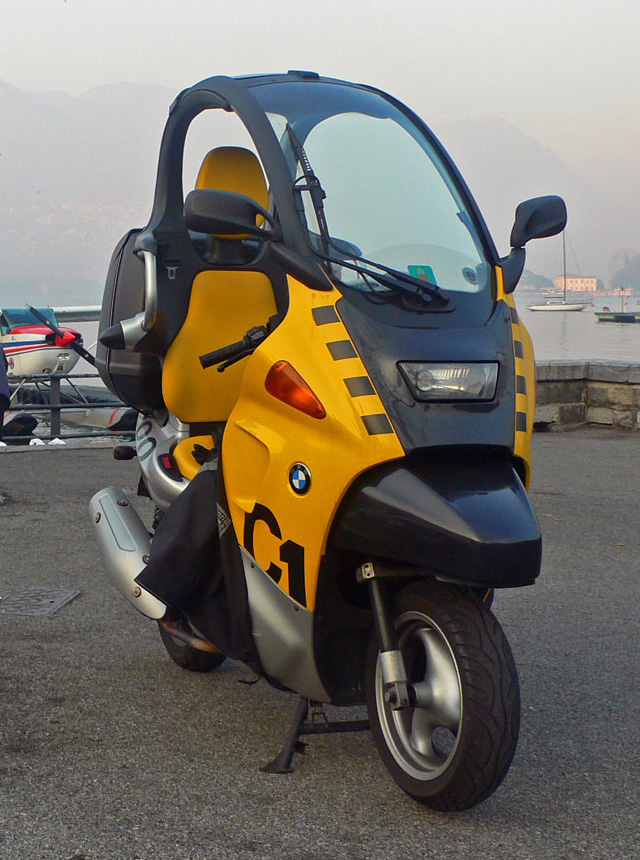
BMW C1.

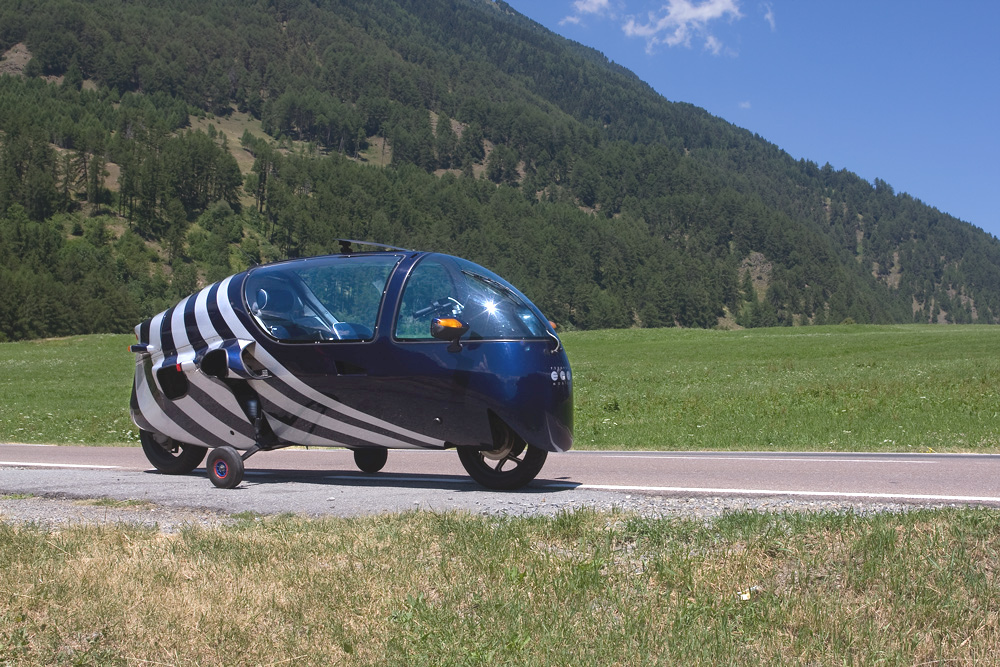
Peraves Ecomobile, avec roues stabilisatrices déployées.

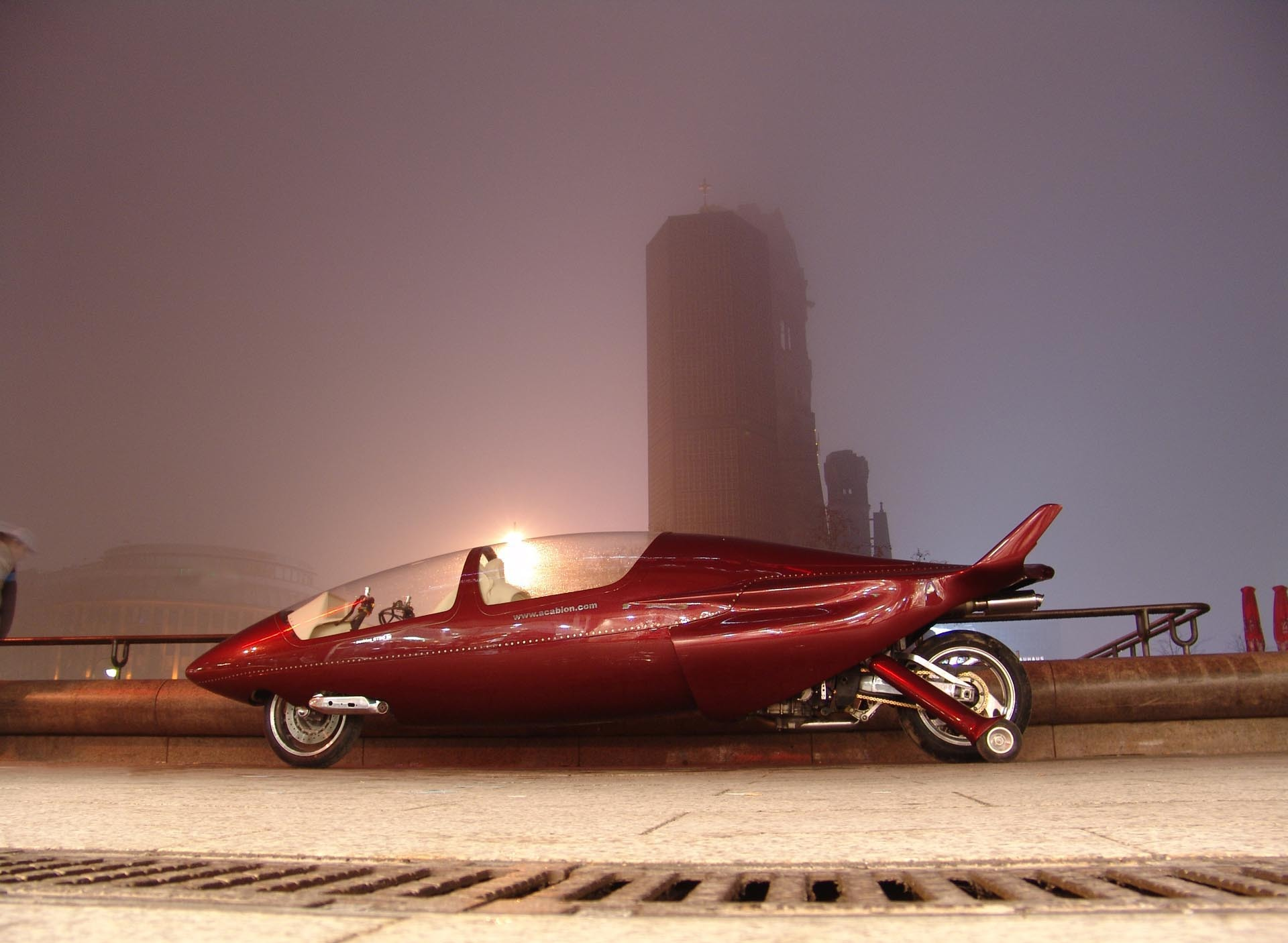
Acabion.

Une moto à cabine est une moto entièrement ou partiellement fermée. Elles sont apparues dans les années 1920. Dans certaines régions d'Europe de l'Est, elles sont connues sous le nom de « dalniks ».
Les motos entièrement fermées de non-production utilisées pour les tentatives de record de vitesse terrestre, comme la NSU Delphin III (en), sont connues sous le nom de « moto aérodynamique ». 

## Fabricants

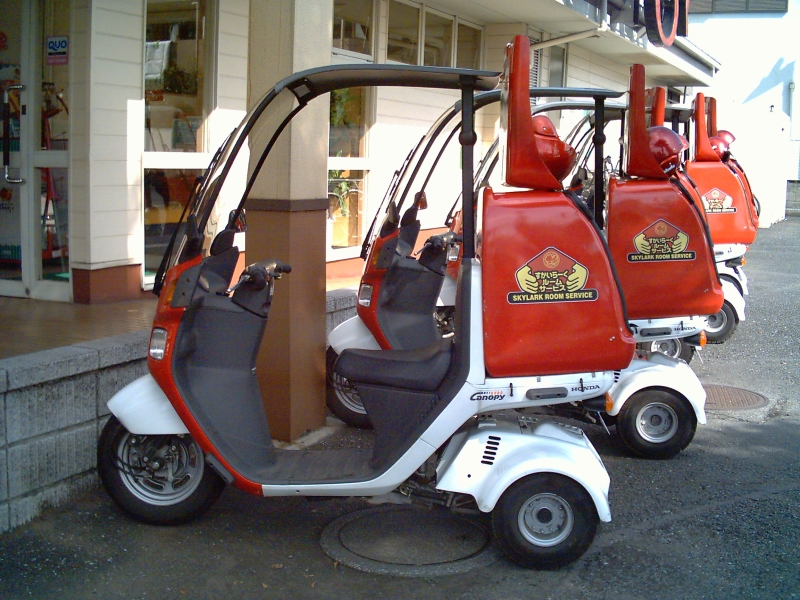
Honda Gyro Canopy.

### Totalement carénée
- Acabion[2].
- Lit Motors - C-1 (prototype).
- Peraves - Ecomobile, MonoTracer, E-Tracer, Zerotracer[3],[4],[5] (Monotracer lancé en 1982, environ 150 vendus en 2014, a évolué en « E-Tracer »)[3],[6].

### Semi-carénée
- BMW Motorrad - C1[3] (produit en 2000-2002, plus de 12 600 ventes).
- Honda - Gyro Canopy[3] (en production continue depuis 1990, 62 000 ventes en 2002).
- Quasar (produit de 1975 à 1982, environ 22 ventes)[réf. nécessaire].
- The Auto Moto